# Melnik Ridge
Melnik Ridge är en bergstopp i Antarktis. Den ligger i Sydshetlandsöarna. Argentina, Chile och Storbritannien gör anspråk på området. Toppen på Melnik Ridge är 700 meter över havet.
Terrängen runt Melnik Ridge är varierad. Havet är nära Melnik Ridge åt nordost. Trakten är glest befolkad. Närmaste befolkade plats är St. Kliment Ohridski Base, 11,4 kilometer väster om Melnik Ridge. 